# San Enrique (Negros Occidental)
San Enrique è una municipalità di quinta classe delle Filippine, situata nella Provincia di Negros Occidental, nella regione di Visayas Occidentale.
San Enrique è formata da 10 baranggay:
- Bagonawa
- Baliwagan
- Batuan
- Guintorilan
- Nayon
- Poblacion
- Sibucao
- Tabao Baybay
- Tabao Rizal
- Tibsoc